# La Bruère-sur-Loir
La Bruère-sur-Loir is een gemeente in het Franse departement Sarthe (regio Pays de la Loire) en telt 264 inwoners (2005). De plaats maakt deel uit van het arrondissement La Flèche.

## Geografie
De oppervlakte van La Bruère-sur-Loir bedraagt 11,5 km², de bevolkingsdichtheid is 23,0 inwoners per km².
De onderstaande kaart toont de ligging van La Bruère-sur-Loir met de belangrijkste infrastructuur en aangrenzende gemeenten.

## Demografie
Onderstaande figuur toont het verloop van het inwonertal (bron: INSEE-tellingen).